# دختران (فیلم ۲۰۲۰)
دختران (اسپانیایی: Las niñas‎) یک فیلم داستان بلوغ درام به کارگردانی پیلار پالومرو و نقش‌آفرینی ناتالیا د مولینا است که در سال ۲۰۲۰ منتشر شد.
این فیلم در مجموع نامزد دریافت ۹ جایزهٔ گویا بود که از آن میان برندهٔ جایزه گویا برای بهترین فیلم، جایزهٔ گویا بهترین کارگردان جدید، جایزهٔ گویای بهترین فیلم‌نامهٔ غیراقتباسی و جایزهٔ گویای بهترین فیلم‌برداری شد. دانیلا کاخیاس نخستین فیلم‌بردار زنی شد که موفق به دریافت این جایزه گردید. این فیلم همچنین برندهٔ ۳ جایزه فروس (بهترین فیلم درام، بهترین فیلم‌نامه و بهترین کارگردانی)، جایزهٔ فورکهٔ بهترین فیلم داستانی و جایزهٔ پلاتینوی بهترین فیلمِ اولِ ایبرو-آمریکن شد.  در وبگاه راتن تومیتوز این فیلم نمرهٔ تجمیعی ۸٫۱ از ۱۰ را با استناد به ۱۰ نقد سینمایی به‌دست‌آورد.